# Novossiólovka (Gubkin)
|  | Per a altres significats, vegeu «Novossiólovka». |

Novossiólovka - Новосёловка (rus) - és un poble (un khútor) de l'óblast de Bélgorod, a Rússia. El 2016 tenia 68 habitants. Pertany al districte (raion) de Gubkin.